# Park Naujoji Vilnia

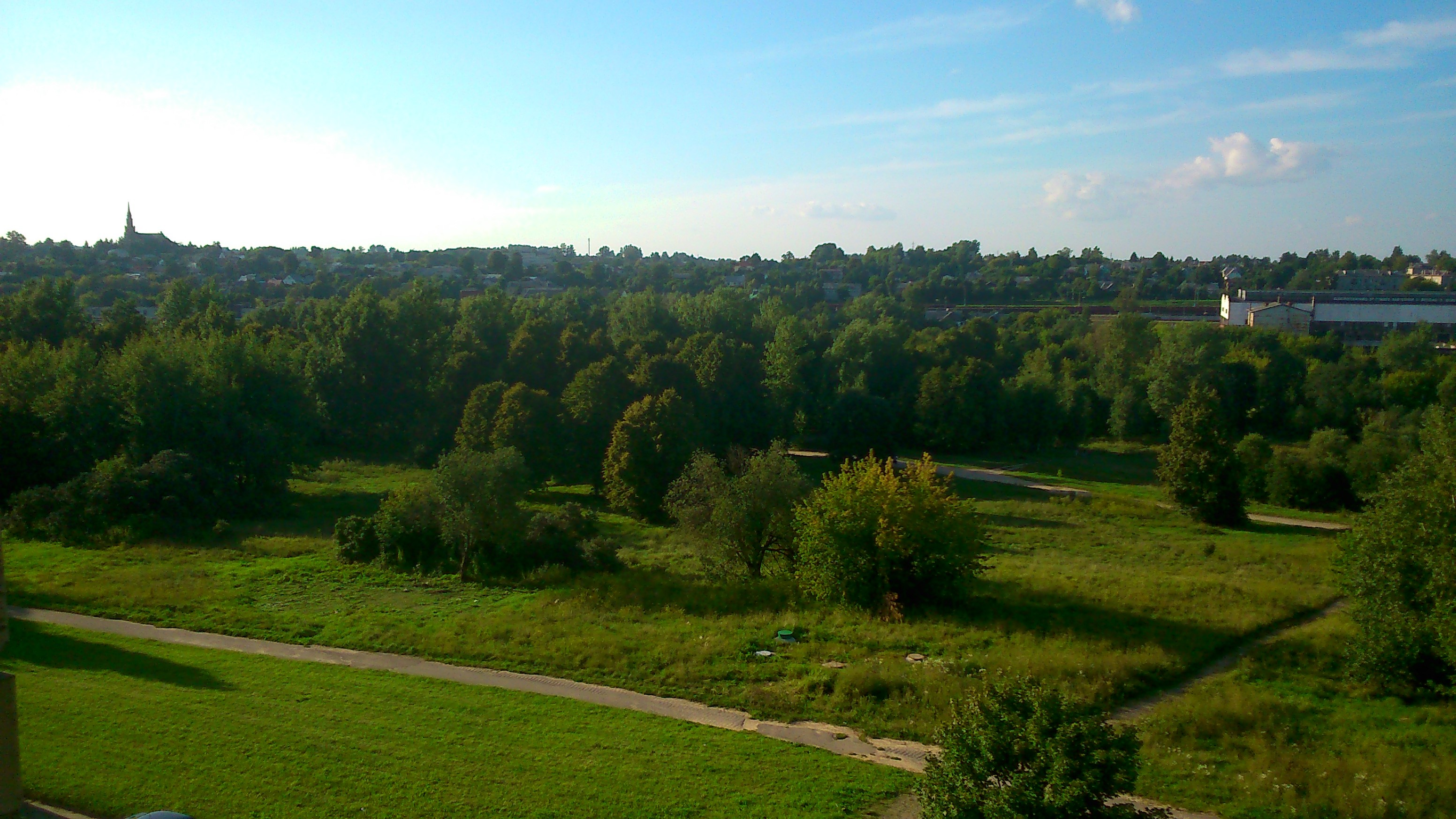
Park Naujoji Vilnia

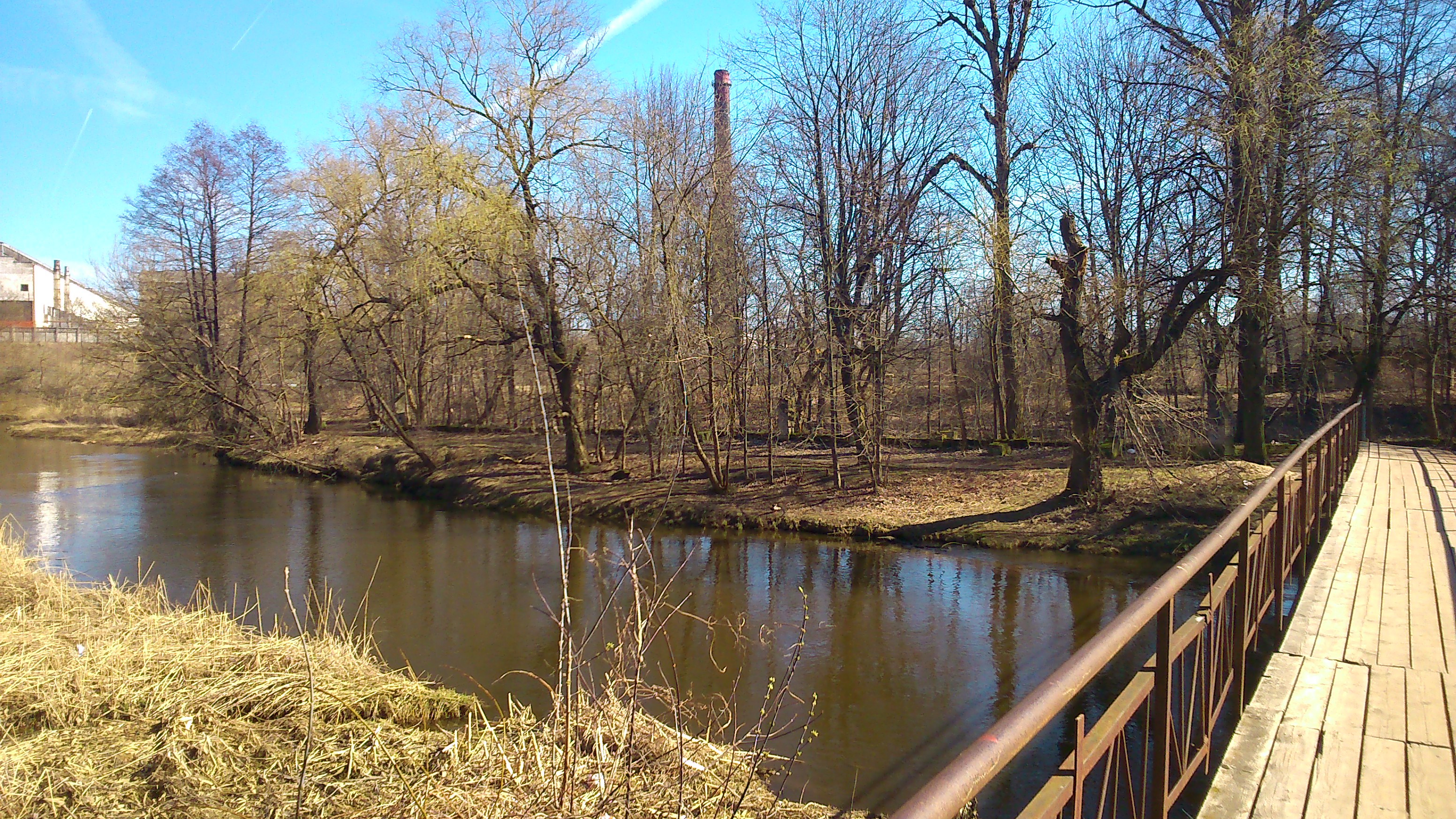
Der Fluss Vilnelė im Park

Park Naujoji Vilnia ist ein Stadtpark in der litauischen Hauptstadt Vilnius. 

## Lage und Objekte
Der Park liegt im Stadtteil Naujoji Vilnia, im zentralen Teil des Mikrorajons, zwischen Wohngebäuden und Industrierajon, am linken Ufer der Vilnia (Nebenfluss der Neris). Über die Vilnia führen zwei Fußgänger-Brücken in den Park, in dem die in Sowjetlitauen geschaffene Skulptur eines Industriearbeiters steht. Im Park befindet sich das Altstadion Naujoji Vilnia, gebaut 1944. Das neue Fußballstadion wird hier auch geplant. Die Lietuvos futbolo federacija,  der litauische Fußballverband, will hier einen Gebäudekomplex für Fußball einrichten.